# Neanderthal Planet
„Neanderthal Planet” este o povestire științifico-fantastică de Brian Aldiss. A fost publicată pentru prima dată în 1969, iar mai târziu ca parte a colecției Neanderthal Planet din 1970 care mai cuprinde povestirile "Danger: Religion!", "Intangibles, Inc."  și "Since the Assassination".

## Rezumat
Într-un Manhattan futurist, mașinile au devenit inteligente și independente de oameni. Capabile să gândească și să comunice cu mare precizie, cât și cu mare viteză, ele consideră oamenii și problemele lor primitive, înapoiate și în mare parte neinteresante. Cei 19.940 de oameni existenți sunt ținuți într-o rezervație naturală, departe de IA-uri și sunt în mare parte ignorați, cu excepția cazurilor în care se rătăcesc în domeniul înconjurător rezervat mașinilor. 
Un om, Anderson, este un scriitor. El scapă din grădina zoologică într-un act de sfidare, deși știe că efortul este zadarnic și că IA nu poate înțelege semnificația actului său. Este capturat de robotul Scanerul Șef, care și-a luat afectiv numele „Euler”. Înainte ca Euler să-l ducă înapoia pe adormitul Anderson celorlalți oameni, superiorul său, Dominant, insistă să-l intervieveze pe Anderson. Mașinile doresc să înțeleagă comportamentul său și să folosească ultima povestire publicată de Anderson, „O atingere a Neanderthalilor”, ca punct de discuție. 
Astfel începe o povestire în povestire. Anderson povestește despre Nehru II, o planetă cu un mediu dur, locuită de oameni, care a pierdut contactul cu Pământul și nu răspunde niciunui mesaj. Personajul principal, numit tot Anderson, este trimis să descopere problema, pentru că l-a cunoscut personal pe unul dintre coloniști. Pe planetă, el vede un pui de rinocer lânos, în ciuda faptului că specia sa este de mult dispărută. El întâlnește ulterior o serie de sălbatici sub-umani, uimitori, dar în mare parte inofensivi, și doi oameni relativ normali, Stanley A. Menderstone și Alice. Locuiesc într-o clădire din lemn, în rămășițele singurului sat de pe planetă. 
Menderstone și Alice sunt, la început, reticenți să divulge de ce coloniștii par să fi regresat într-o stare atât de primitivă. Rămânând noaptea, Anderson se strecoară și își găsește vechiul prieten, jucând acum rolul de șef de trib printre sălbatici. Cu groază, Anderson fuge înapoi în casă, unde delirează că o tijă metalică din oțel se transformă într-un șarpe și îl atacă. 
În cele din urmă, Alice dezvăluie ce s-a întâmplat pe planetă. Omenirea, spune ea, este o rasă hibridă, un amestec dintre Cro-Magnonii și Neanderthalii originali. Unii oameni au mai mult dintr-unul în ei decât din celălalt. Pământul nu a permis în mod intenționat să fie trimise echipamente sofisticate coloniștilor originali ai planetei Nehru II, în încercarea de a-i face dependenți, astfel încât să nu se poată răzvrăti în viitor, dar, prin urmare, coloniștii s-au trezit în condiții asemănătoare Pământului preistoric, trebuind să lupte cu mediul, să creeze instrumente simple și să redescopere focul. Prin urmare, cei cu un element neanderthal mai puternic în ei au început să devină dependenți de el pentru a supraviețui și au regresat într-o stare de ființă mai „neanderthală”. Alice și Menderstone se întâmplă să aibă mai puțin din neanderthal în ei, așa că au rămas așa cum sunt. 
Șocat, Anderson fuge din casă, într-o încercare disperată de a ajunge la nava sa și de a părăsi planeta. Pe drum, el delirează despre alte animale și evenimente, presupuse a fi din memoria genetică a timpurilor preistorice și se găsește în imposibilitatea de a folosi obiecte artificiale. Alice îl găsește din nou și îi explică că acum, când partea neanderthală a minții sale a preluat controlul, nu există nimic care să o poată opri. Deși la început înspăimântat și rezistent, Anderson consideră mediul, odată foarte aspru și neîngrijit, la fel de frumos și idilic. În ciuda declarațiilor sale timpurii contrare, el și-a abandonat în cele din urmă hainele și armele și aleargă pentru a se alătura celorlalți Neanderthali fericiți din pădure. 
Euler și Dominant cer să cunoască semnificația acestei povestiri, dar Anderson nu este în măsură să le-o dea, insistând că nu a fost altceva decât puțină fantezie. Când este presat, Anderson consideră că ar putea reprezenta incapacitatea unei societăți de a trece într-adevăr la un mod de viață mai evoluat și mai avansat atunci când prezența primitivului o ține în continuare. 
În săptămâna viitoare, mașinile dispar complet. Înapoi în grădina zoologică umană, Anderson și soția sa Sheila discută despre eveniment. Cu toate că Sheila îl felicită pentru că a înșelat mașinile  ca să plece, Anderson spune că simte cu adevărat că oamenii îi trag înapoi. Au comunicat în engleză, aveau modele antropomorfe, au luat nume personale și o serie de alte idiosincrasii ineficiente datorită istoriei lor cu oamenii. Renunțând la ținerea umanității în grădina zoologică, mașinile  au avut în sfârșit impulsul de care aveau nevoie pentru a deveni entități abstracte, ceva de neînțeles pentru oameni, întrucât nu au nimic în comun cu ei.

## Legături externe
- Colecția Neanderthal Planet, isfdb.org
- Povestirea „Neanderthal Planet”, isfdb.org

## Vezi și
- 1969 în științifico-fantastic